# Limersheim
Limersheim ist eine französische Gemeinde mit 686 Einwohnern (Stand 1. Januar 2021) im Département Bas-Rhin in der Europäischen Gebietskörperschaft Elsass und in der Region Grand Est. Sie gehört zum Arrondissement Sélestat-Erstein und zum Kanton Erstein.

## Geographie
Limersheim liegt an der Scheer in der Rheinebene, etwa 16 Kilometer südlich von Straßburg, an der Bahnstrecke Straßburg–Basel.
Nachbargemeinden sind Ichtratzheim, Hipsheim, Erstein, Schaeffersheim, Meistratzheim, Hindisheim und Nordhouse.

## Landwirtschaft
Neben dem Wein werden in der Landwirtschaft Getreide, Tabak und Kartoffeln angebaut.

## Bevölkerungsentwicklung
| 1962 | 1968 | 1975 | 1982 | 1990 | 1999 | 2007 | 2017 | 2019 |
| ---- | ---- | ---- | ---- | ---- | ---- | ---- | ---- | ---- |
| 407  | 422  | 436  | 573  | 572  | 579  | 584  | 654  | 664  |